# Lucasita-(La)
La lucasita-(La) és un mineral de la classe dels òxids. Rep el nom per ser l’anàleg de la lucasita-(Ce) rica en lantani.

## Característiques
La lucasita-(La) és un hidròxid de fórmula química LaTi₂O₅(OH). Va ser aprovada com a espècie vàlida per l'Associació Mineralògica Internacional en el mes de febrer de l'any 2025, i encara resta pendent de publicació. Cristal·litza en el sistema monoclínic.
L'exemplar que va servir per a determinar l'espècie, el que es coneix com a material tipus, es troba conservat a les col·leccions mineralògiques del Museu Nacional d'Història Natural, l'Smithsonian, situat a Washington DC (Estats Units), amb el número de registre: AMNH#115530.

## Formació i jaciments
Va ser descoberta al cos de kimberlita Ermakovskaya-7, al districte de Tersky (óblast de Múrmansk, Rússia). Aquest indret és l'únic de tot el planeta on ha estat descrita aquesta espècie mineral.